# Awake (film, 2007)
Pour les articles homonymes, voir Awake.
Pour plus de détails, voir Fiche technique et Distribution.
Awake ou Conscient au Québec est un film américain réalisé par Joby Harold (en), sorti en 2007.

## Synopsis
Alors qu'il est sur la table d'opération, Clay, un riche héritier 
new-yorkais, revient à lui et prend conscience de sa situation. Il a beau être réveillé, il demeure paralysé par le produit et assiste, impuissant, aux conversations entre chirurgiens et médecins.

## Fiche technique
- Titre : Awake
- Réalisation : Joby Harold (en)
- Scénario : Joby Harold
- Production : Kelly Carmichael, Donny Deutsch, Amy J. Kaufman, Jason Kliot, John Penotti, Fisher Stevens, Tory Tunnell, Joana Vicente, Bob Weinstein, Harvey Weinstein et Tim Williams
- Sociétés de production : GreeneStreet Films, The Weinstein Company et Open City Films
- Budget : 9 millions de dollars américains (6,60 millions d'euros)
- Musique : Samuel Sim
- Photographie : Russell Carpenter
- Montage : Craig McKay
- Décors : Dina Goldman
- Costumes : Cynthia Flynt
- Pays d'origine : États-Unis
- Format : Couleurs - 2,35:1 - Dolby Digital - 35 mm
- Genre : Thriller
- Durée : 84 minutes
- Dates de sortie : 30 novembre 2007 (États-Unis), 17 septembre 2008 (Belgique)

## Distribution
- Hayden Christensen (VF : Emmanuel Garijo VQ : Philippe Martin) : Clay Beresford
- Jessica Alba (VF : Barbara Delsol VQ : Geneviève Désilets) : Sam Lockwood
- Terrence Howard (VF : Daniel Lobé VQ : Pierre Auger) : le docteur Jack Harper
- Lena Olin (VF : Anne Deleuze et VQ : Anne Dorval) : Lilith Beresford
- Christopher McDonald (VF : Georges Caudron et VQ : Mario Desmarais) : le docteur Larry Lupin
- Sam Robards (VQ : Daniel Picard) : Clayton Beresford Sr.
- Arliss Howard (VF : Philippe Catoire et VQ : Pierre Chagnon) : le docteur Jonathan Neyer
- Fisher Stevens (VF : Nicolas Marié et VQ : Denis Roy) : le docteur Puttnam
- Georgina Chapman (VF : Agathe Schumacher et VQ : Isabelle Leyrolles) : Penny Carver
- David Harbour : Dracula
- Steven Hinkle (VQ : Léo Caron) : Clay jeune
- Denis O'Hare : un analyste financier
- Charlie Hewson : Brian le bon
- Court Young : l'agent Doherty
- Joseph Costa : le docteur Elbogen

## Autour du film
- Le tournage a débuté le 31 octobre 2005 et s'est déroulé à New York.
- Les actrices Helen Mirren et Sigourney Weaver furent toutes deux pressenties pour le rôle de Lilith Beresford, finalement interprété par Lena Olin. Les deux rôles principaux devaient quant à eux être initialement interprétés par Jared Leto et Kate Bosworth ; cette dernière préférant finalement jouer dans Superman Returns (2006).
- En France, le film ne connut pas d'exploitation en salle et sortit directement en vidéo, le 6 janvier 2009.

## Bande originale
- Golden Touch, interprété par Andrea Remanda
- Horizon, interprété par Andrea Remanda et Goldust
- Berceuse de Jeux d'enfants, composée par Georges Bizet et interprétée par The New Zealand Symphony Orchestra
- Jingle Bells, interprété par Roger Webb
- No Kind of Life, interprété par Clearlake

## Distinctions
- Nomination au prix de la pire actrice pour Jessica Alba, et pire couple à l'écran pour Jessica Alba et Hayden Christensen, lors des Razzie Awards 2007.